# Kakao Entertainment
Pour les articles homonymes, voir Kakao (homonymie).
Kakao Entertainment Corp. (hangeul : 카카오엔터테인먼트) est une société sud-coréenne de divertissement et de publication fondée en mars 2021 à la suite de la fusion entre Kakao M et KakaoPage. La société dispose d'une cinquantaine de filiales et sociétés affiliées dans plusieurs secteurs de l'industrie du divertissement. Il s'agit d'une filiale de Kakao, leader sud-coréen des services mobiles.
Les domaines d’activité de Kakao Entertainment sont la musique, les plateformes de lecture numérique, et la production audiovisuelle. Kakao Entertainment est notamment le premier investisseur et label distributeur de l’industrie musicale sud-coréenne.

## Histoire
En décembre 2020, Kakao annonce mettre en place une fusion entre KakaoPage Corp. et Kakao M Corp. afin d'étendre son d'activité et d'améliorer sa valeur d'entreprise avant son introduction en bourse prévue début 2021.
Le 25 janvier 2021, les deux entreprises concernées annoncent les plans et le planning concernant leur fusion et annoncent également le nom de leur entreprise unifiées : Kakao Entertainment.
Le 1er mars 2021, la fusion est complète et Kakao Entertainment est officiellement lancée le lendemain avec deux divisions : Page Company et M Company. 
En septembre 2021, Kakao annonce une fusion à venir entre Play M et Cre.ker Entertainment, ses deux principales agences de production musicale. La fusion est effective le 1er novembre sous le nom de IST Entertainment. 
En août 2022, Kakao Entertainment fusionne Tapas Media et Radish Media, deux filiales américaines proposant des services de lecture en ligne. Tapas Entertainment, l’entité survivante, vise à développer son offre en créant une synergie entre Tapas, Radish et Wuxiaworld. 
En mars 2023, Kakao Entertainment acquiert, avec l'aide de sa société mère Kakao, une participation de 40 % dans l'agence de K-pop SM Entertainment et en devient son plus gros actionnaire. Les deux sociétés prévoient de collaborer pour étendre leurs activités. 

## Plateformes
- Kakao Webtoon (Corée du Sud, Thaïlande, Taïwan, Indonésie)
- KakaoPage (Corée du Sud, Indonésie)[13]
- KakaoTV (Corée du Sud)
- Kross Komics (Inde)[14]
- MelOn (Corée du Sud)
- Tapas (États-Unis)[15]
- Radish (États-Unis)
- Wuxiaworld (États-Unis)

## Filiales

### Agences artistiques

#### Acteurs
- Awesome ENT
- BH Entertainment
- J.Wide Company
- SOOP Management
- VAST Entertainment & Media

#### Chanteurs
- Antenna Music[16]
- BlueDot Entertainment
- EDAM Entertainment
- Flex M
- High Up Entertainment
- Metaverse Entertainment (avec Netmarble)[17]
- SM Entertainment[18]
- Starship Entertainment

#### Models
- Ready Entertainment

### Sociétés de production audiovisuelle
- 1theK
- 3Y Corporation
- Baram Pictures
- Cradle Studio
- Dolphiners Films[19]
- Gleline
- Kakao Entertainment Asia
  - Studio Orange (Thaïlande)[20]
  - Studio Phoenix (Thaïlande)[20]
- KROSS Pictures (Inde)
- Logos Film
- Mega Monster
- Moonlight Film
- OOTB
- Sanai Pictures
- Story & Pictures Media
- STUDIOK11o[19]
- Zip Cinema[21]

### Sociétés de publication et distribution
- AdPage
- Daon Creative
- Feelyeon Management
- KW Books
- Samyang C&C
  - Next Level Studio[22]
- Yeondam